# Rio Vézère
O rio Vézère (em occitano:  Vesera) é um rio da França. Nasce a uns 700 msnm na turfeira de Longéroux (Corrèze), no planalto de Millevaches. É afluente pela direita do rio Dordonha, no qual termina em Limeuil (Dordonha). Tem comprimento é de 211 km e a sua bacia abrange 3736 km².
Tudo o seu percurso se desenvolve nos departamentos de Corrèze e Dordonha. As principais populações que atravessa são Uzerche, Terrasson-Lavilledieu e Eyzies-de-Tayac-Sireuil. Passa pelas proximidades de Brive-la-Gaillarde.
No seu curso superior apresenta gargantas, que constituem um dos atrativos turísticos da região. Ademais se aproveitaram para dar acesso à ferrovia até Brive. Outros usos do rio são os hidroelétricos, com as barragens de Monceaux-la-Virolle e de Treignac.
No seu vale inferior encontram-se numerosas cavernas pré-históricas, como as de Lascaux ou Eyzies-de-Tayac.